# Ernst Brandenburg (Politiker)
Ernst Brandenburg (* 17. Januar 1882 in Werne, Landkreis Bochum; † 19. März 1952 in Magdeburg) war ein deutscher Gewerkschafter und sozialdemokratischer Politiker.

## Leben
Brandenburg absolvierte nach dem Volksschulabschluss eine Formerlehre und arbeitete bis 1911 als Metallarbeiter. In Magdeburg war er Vorstandsmitglied in der Filiale des Deutschen Metallarbeiterverbandes. Von 1911 bis 1914 war er hauptberuflich Geschäftsführer des Metallarbeiterverbandes in Hildesheim. Im April 1914 wurde er Parteisekretär der SPD in Stendal. Zwischen 1914 und 1916 war Brandenburg Soldat im Ersten Weltkrieg, aus dem er als Kriegsbeschädigter heimkehrte. Danach arbeitete er wieder als Parteisekretär. Zwischen 1920 und 1933 war Brandenburg hauptberuflich Gauleiter des Landarbeiterverbandes in Magdeburg.
Zwischen 1917 und 1921 war er Mitglied der Stadtverordnetenversammlung in Stendal und dort seit 1919 Stadtverordnetenvorsteher. Von 1918 bis 1920 war er der Vorsitzende der SPD in der Altmark. Seit 1927 war Brandenburg Mitglied im Bezirksvorstand Magdeburg-Anhalt. Außerdem gehörte er dem Bundesvorstand des Reichsbanners Schwarz-Rot-Gold an.
Im Dezember 1918 nahm Brandenburg am ersten Reichsrätekongress teil. Zwischen 1919 und 1921 gehörte er der Verfassungsgebenden Preußischen Landesversammlung und danach bis 1933 dem Preußischen Landtag an.